# Barbara Lenz (Verkehrswissenschaftlerin)

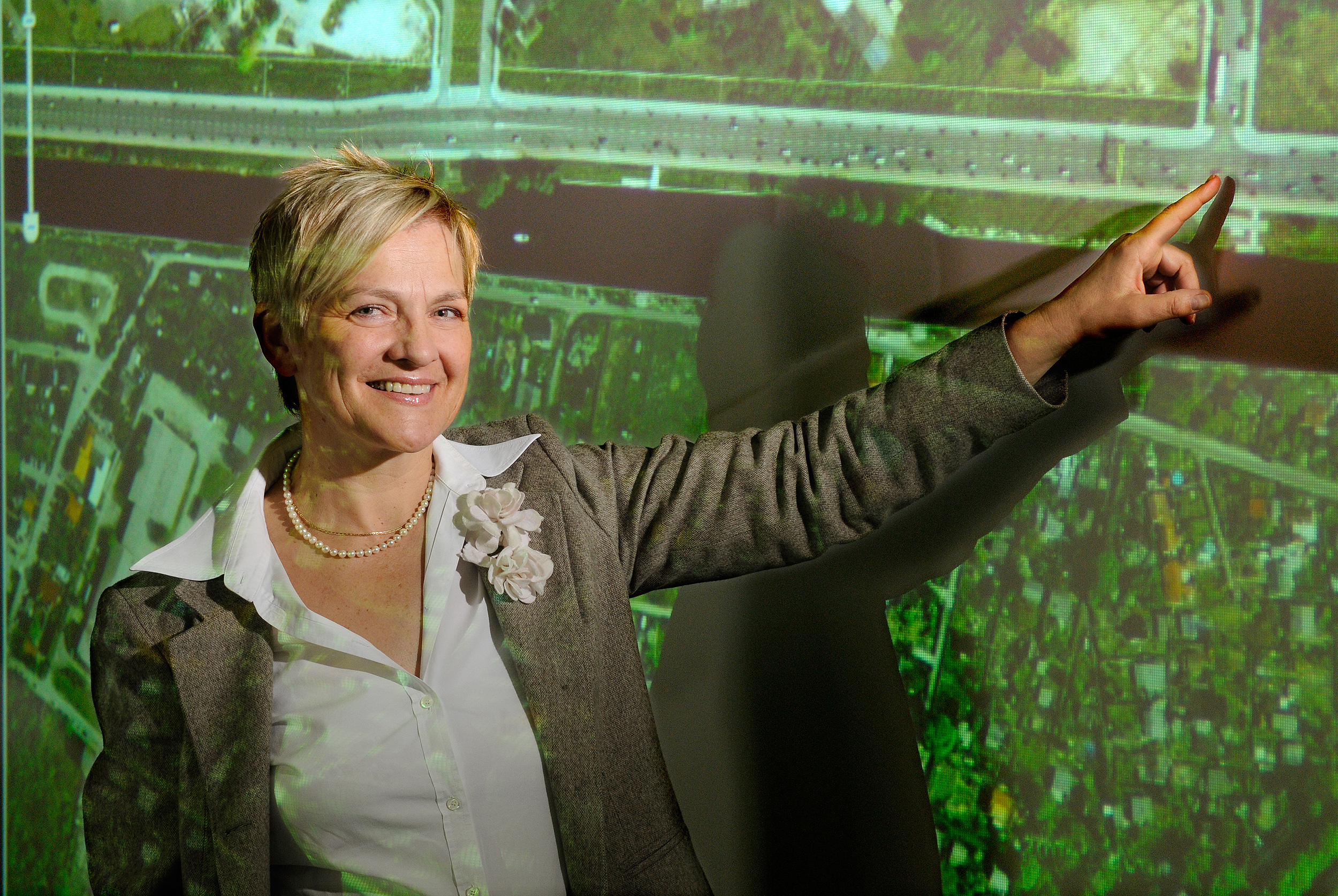
Barbara Lenz

Barbara Lenz (* 12. Februar 1955 in Stuttgart) ist eine deutsche Geographin, Verkehrsforscherin, Mobilitätsexpertin und Hochschullehrerin. Sie leitete bis 2021 das Institut für Verkehrsforschung des Deutschen Zentrums für Luft- und Raumfahrt.

## Akademische Laufbahn
Barbara Lenz studierte ab 1975 Geographie und Germanistik an der Universität Stuttgart und schloss 1982 mit dem Ersten Staatsexamen ab. Nach vier Jahren Familienpause begann sie 1986 eine Ausbildung für das Gymnasiallehramt am Staatlichen Seminar ‖ in Stuttgart und schloss 1988 mit dem Zweiten Staatsexamen ab. Nachdem Lenz ein Jahr als Gymnasiallehrerin an der Privatschule Merz in Stuttgart gearbeitet hatte, nahm sie 1989 eine Tätigkeit als Wissenschaftliche Mitarbeiterin am Geographischen Institut der Universität Stuttgart auf. 1994 promovierte Lenz am selben Institut zum Thema „Entwicklungschancen der Landwirtschaft in benachteiligten Gebieten – dargestellt am Beispiel der nördlichen Keuperwaldberge in Baden-Württemberg“. Von 1993 bis 2001 arbeitete sie ebenfalls am Geographischen Institut als wissenschaftliche Assistentin in der Forschung und Lehre. 2001 habilitierte Lenz an der Fakultät für Geo- und Biowissenschaften der Universität Stuttgart zum Thema „Funktionale Differenzierung und räumliche Anordnung von Betrieben der Blumen- und Zierpflanzenproduktion – Eine wirtschaftsgeographische Untersuchung auf der Grundlage des Filière-Konzeptes“.

## Forschung und Lehre
Zu ihren fachlichen Schwerpunkten gehören Kommunikation und Verkehr, Verkehrsnachfrage ausgewählter Gruppen, Güterproduktion und Dienstleistungsverkehr.
Lenz übernimmt regelmäßig die Leitung von Projekten breiter Themenbereiche. So beschäftigte sie sich ebenfalls bereits mit Autonomem Fahren. Sie ist Mentorin für das StartUp FahrtenFuchs und befasst sich mit Mobilität im Tschad.
An der HU Berlin hält sie Vorlesungen, gibt Seminare und Praktika zu einem breiten Spektrum von Themen in den Bereichen Mobilität, Landwirtschaft und Verkehr. Dabei setzt sie immer wieder einen Fokus auf Innovation, selbst Themen wie „Frauen in der Landwirtschaft“ behandelt Lenz in ihrer Lehre.
Barbara Lenz trägt außerdem mit ihrem Standardwerk „Verkehrsgeographie“ zur Grundbildung von Studierenden und Interessierten der Geographie bei.

## Gremienmitgliedschaften und Leitungsfunktionen
Zwischen 2002 und 2006 war Lenz Leiterin der Gruppe „Raum und Verkehr“ am Institut für Verkehrsforschung des Deutschen Zentrums für Luft- und Raumfahrt in Berlin-Adlershof. Seit dem 15. Oktober 2003 ist sie Inhaberin der DLR-Sonderprofessur für Verkehrsgeographie an der Humboldt-Universität zu Berlin. 2007 wurde sie Leiterin des Instituts für Verkehrsforschung des Deutschen Zentrums für Luft- und Raumfahrt.
2019 wurde Lenz zum Mitglied der Deutschen Akademie der Technikwissenschaften (acatech) gewählt.
Barbara Lenz ist Leiterin der Arbeitsgruppe „Alternative Antriebe und Kraftstoffe für nachhaltige Mobilität“ (AG-2) der Nationalen Plattform Zukunft der Mobilität. Diese Arbeitsgruppe hat 27 Mitglieder und gibt klare Handlungsempfehlungen an Verantwortungstragende zum Thema nachhaltiger Mobilität. Dabei beschäftigt sie sich mit den technischen, ökologischen, ökonomischen und gesellschaftlichen Modalitäten verschiedener Verkehrsträger. Lenz leistet so einen konkreten Beitrag zur Erreichung der Klimaziele der Bundesregierung.